# Галим Давледи
Галим Давледи (настоящее имя — Галим Абдуллович Давлетов, баш. Ғәлим Дәүләди, Ғәлим Абдулла улы Дәүләтов; 1936—2016) — советский, затем российский башкирский поэт, писатель, переводчик и журналист. Член Союза писателей Башкирской АССР (1968). Лауреат премий имени Сергея Чекмарёва (1987) и Булата Рафикова (2005).

## Биография
Давлетов Галим Абдуллович родился 9 апреля 1936 года в деревне Сергеевка (Саргай) Юмагузинского района Башкирской АССР (ныне Мелеузовского района Башкортостана).
С 1952 года учился в школе-интернате № 9 города Уфы. В 1960 году окончил Башкирский государственный университет (ныне Уфимский университет науки и технологий).
В 1977 году окончил Высшие литературные курсы при Литературном институте имени М. Горького.
В 1960—1975 гг. работал редактором редакции художественной литературы, а с 1977 года — старшим редактором в Башкирского книжного издательства.
С 1985 года заведовал литературной частью Башкирской государственной филармонии.
В 1989—1990 гг. являлся директором бюро пропаганды художественной литературы Союза писателей Башкирской АССР.
Умер 15 апреля 2016 года в Уфе, после продолжительной болезни.

## Творческая деятельность
В 1964 году вышла его первая книга «Ташлытау — матур тау» («Красивая гора Ташлытау»), в произведениях которого Давледи восхваляет красоту родного края, описывает природу родной земли. В 1967 году была издана вторая книга «Волны Нугуша» (1967), в котором писатель делится своими раздумьями о строящемся на его родине Нугушском водохранилище.
Является автором цикла стихотворений «Алыҫ Көнсығыш дәфтәренән» (1984; «Дальневосточная тетрадь»), поэтических сборного «Осрашыуҙың яҡты минуттары» (1986; «Светлые минуты встречи»), повести «Нөгөш буйы малайҙары» (1982; в русском переводе — «Мальчики с Нугуша», 1986), а также книг «Горные цветы» (1970), «Я — сын земли» (1972), «Дороги мои» (1974), «Шумят сосны на скале» (1976), «Звезды над Уралом» (1979), «Тебе мое слово» (1983), «Светлые минуты встречи» (1986), «Радуга опустилась на Урал» (1990), «Трагедия красоты» (1996), «Дальневосточная тетрадь» и другие. Несколько поэтических сборников Галима Давледи были посвящены детям («Помощник Акбай», 1979; «Моя кукла не хочет спать», 1993).
Плоды творчества писателя были переведены на немецкий, французский и другие языки. В свою очередь, Галимом Давледи осуществлены переводы на башкирский язык произведений немецких писателей, а также произведений А. Л. Барто, Б. С. Житкова, В. А. Жуковского, Я. Ухсая и других.

## Книги
- Буду как мама. Стихи. М., 1984.
- Мальчики с Нугуша. М., 1986.
- Матурлыҡ ғазабы: шиғырҙар, поэмалар. Өфө, 1996.
- Өҙөлгән япраҡтар: шиғырҙар, поэмалар. Өфө, 2002.